# Michael Hoffmann (Politiker)
Michael Hoffmann (* 5. Februar 1961 in Zörbig, Kreis Bitterfeld, DDR) ist ein deutscher Politiker (SPD, CDU). Er war von 1994 bis 2002 Mitglied im Landtag Sachsen-Anhalt.

## Ausbildung und Leben
Michael Hoffmann beendete 1977 die Polytechnische Oberschule (POS) und 1980 eine Ausbildung als Funkmechaniker und arbeitete im erlernten Beruf. Nach der Wende arbeitete er als Geschäftsführer und wurde 1996 Verwaltungsfachwirt und 1998 Betriebswirt.
Michael Hoffmann ist katholisch, verheiratet und hat vier Kinder.

## Politik
Michael Hoffmann wurde 1990 Mitglied der SDP und später der SPD. Ab 1991 arbeitete er als Mitglied in den Fachausschüssen für Finanzen und für Kommunalpolitik des SPD-Landesverbandes mit. Seit 1990 war er Mitglied in der SGK e.V. und seit 1997 dort stellvertretender Landesvorsitzender. 1990 bis 1994 war er Mitglied der Stadtverordnetenversammlung Magdeburg. Er wurde bei der Landtagswahl in Sachsen-Anhalt 1994 im Wahlkreis 13 (Landtagswahlkreis Magdeburg IV) direkt in den Landtag gewählt, dem er bis 2002 angehörte. Im Landtag war er Vorsitzender des Zeitweisen Ausschusses Funktional- und Verwaltungsreform/Kommunale Gebietsreform und Mitglied im Ausschuss für Inneres.
Seit 2002 ist Hoffmann Mitglied der CDU. Im Januar 2021 verglich er mehrfach Bundeskanzlerin Angela Merkel mit dem ZK der SED (dem höchsten Parteiorgan der SED), warnte auf Facebook vor einer »anti-christlichen Unterwanderung von Türken und anderen«, teilte dort ein Video des russischen Auslands-Propagandakanals Russia Today und forderte,  SPD-, Grünen- und Linkenpolitiker, die sich eine rot-rot-grüne Regierung wünschen, vor ein Gericht zu stellen. Am 1. Februar 2021 trat er als Stadtratsvorsitzender in Magdeburg von seinem Amt zurück.

## Weitere Aktivitäten
Michael Hoffmann war seit 1994 Vorsitzender des Vereins zur Förderung der Magdeburger Kinderheime, Gründungsmitglied der Interessengemeinschaft Sudenburg, Mitglied des Fördervereins „Bürger für Magdeburg“, Mitglied der Deutsch-Amerikanischen Vereinigung der Landesparlamente – Partnerschaft der Parlamente' und Präsident des 1. TennisClubs Magdeburg im MSV 90.